# 张鼎思
张鼎思（1543年—1603年），字睿甫，号慎吾，直隸长洲县（今屬江蘇省蘇州市）人。明朝政治人物、學者。萬曆丁丑進士，官吏科都給事中，因彈劾被貶。後獲起用，累官江西按察使。张鼎思好刻書，其翻刻唐刘知几的《史通》、明李時珍的《本草綱目》等，皆為現存較早刊本。

## 生平

### 担任言官
初名張汝思，隆慶四年（1570年）舉庚午科應天府乡试第八十八名，万历五年（1577年）中丁丑科會試第九名，二甲四十八名进士，五月考取翰林院庶吉士，任吏科给事中。万历八年（1580年）四月，奏称：任地方官应该按难易区分，请求将各府州县分为三等，择贤任官，及考选官员要有定额，不宜过多；获准。同月，升刑科右给事中。九月，奏请命户部严格核查河南、浙江等地鱼羊棉花商税等银有无遭侵占，获准。十一月，与郝維乔、蔡时新等上疏反对神宗令光禄寺为同胞皇妹寿阳长公主进献十五万两银为妆奁（泛指随出嫁女子带往男家的嫁妆），未果。同月，弹劾陕西副使王宇、薛纶受贿容纳奸人，使得二人被罢官调查。
万历九年（1581年）五月，升吏科左给事中。万历十年（1582年）四月，以工科左给事中升为兵科都给事中。
六月，首辅张居正病重，上疏推荐其座主（科考时的主试官）大学士潘晟入内阁，明神宗从之，并下令办理。浙江道试御史潘士桢、御史王国、魏允贞、雷士桢及给事中王继光、孙玮、牛惟炳、张鼎思都坚持认为不可，潘晟因而被迫上疏辞职后以新官衔致仕。九月，有上言，神宗告谕相关部门知悉。
万历十一年（1583年）二月，张鼎思上言镇守蓟永等处总兵官左都督戚继光先前在闽浙多有胜绩，在北境未有战功，认为他不宜在北境，应该回南方，于是执政大臣就把戚继光调任广东。戚继光郁郁不得志，勉强赴任，一年多后就病了，随即被给事中张希皋等弹劾罢免了。《明史·戚继光传》称：戚继光用兵，威名震寰宇。然而当张居正、谭纶执政时，他就成功了，而当张鼎思、张希皋等领导朝廷言论时，他就被废置了。
同月，张鼎思又上言边事，说阿台尚未被擒，终究是祸本。闰二月，上言缅甸君主莽应里进犯陇川等地、云南土司势力岳凤等助之，建议派镇守云南的都督佥事总兵官沐昌祚赶紧出驻近地、调动士兵镇守要害，依附莽酋的三宣木邦等司未必真心依附，可准其立功平叛再行赏赐。获准。四月，上言缅甸入犯顺宁府，烧毁村寨，袭击猛林，其罪不只在兵备都司等官，巡抚、镇守官员也难逃罪责，而庄兵颇可用，建议沐昌祚挑选精锐健儿由官员统领，与巡抚共商，将这些兵力分布在要害之处，见机行事，或战或守。兵部准。七月，因张鼎思弹劾，神宗以大宁堡失守之罪降参将熊朝臣二级、照旧管事，将守备朱延庆等交巡按御史问责，因左军都督府都督佥事黄应甲贪妒残怯，革其官职。八月，遵化县抓获的奸细打木儿供称九月初旬瓦剌将进犯永平、遵化等处，总督周咏报告神宗。张鼎思上言边事吃紧，秋祀应该遣官员代行，皇帝必须亲自去祭祀的只有三陵，三四日间即可完事，回京不应迟于十三日；神宗命祭完陵次日即回。同月，上奏认为诏书不宜反复更改，反对神宗下令仍照旧拨军费的命令，未果。当月又爆发真人张国祥族党伪造敕书事件，张国祥亲自带敕印入京，张鼎思弹劾张国祥应该等候巡抚、按察使查案，不应违例入京和逞忿辞印。十一月，与陕西巡按御史韩应庚请求派巡按御史查勘频遭入侵的陕西边境，获兵部准。又上言莽应里之祸是地方养寇所致，于是神宗令巡按刘维、副使胡心得革职为民，巡抚饶仁侃闲住，沐昌祚立功自赎，按察使魏体明罚俸半年，都司赵琼受问责，布政使陶承学已致仕免于追究。同月，张鼎思又弹劾浙江总兵官胡守仁贪险凶暴，致其被革职。
万历十二年（1584年）二月，奏称有人冒领边功受赏，应该详查。兵部上奏，神宗准奏。三月，上奏五条边事：练步军、养战马、酌修堡、一（统一）马价、核市册。兵部上奏，获准。
万历十六年（1588年）三月，张鼎思被除授吏科都给事中。五月，在京察（明代吏部考核京官的一种制度，弘治年间规定六年举行一次）期间上奏五事：慎奏留（谨慎处理去留）、禁馈遗（严禁贿赂）、详咨访、裁供亿（“供亿”意即“供给”）、核名实；神宗命由六部与都察院商议。六月，因张鼎思弹劾，按察使丘浙、知府杨沂、周良贵被勒令致仕，参政应存卓、林偕春调用。同年，张鼎思参与了张象贤遐寿堂刻本《皇舆考》的重校工作。

### 获罪被贬
同年八月，张鼎思弹劾江西副使房寰奸贪，房寰也反过来攻击张鼎思在房寰先前任提学御史时，为儿子请托（托他人为自己办理私事）未遂，所以怀恨。给事中们不平，连续上章攻击房寰，九月，房寰与张鼎思都被吏部认为有罪，吏部认为张鼎思请托属实，拟罚俸。神宗认为张鼎思因请托未遂挟私报复大坏士风，将张鼎思和房寰都降二级听调。

### 读史著书
张鼎思被贬为滁州驿丞，之后抄录诸史百家之言。先前北宋欧阳修在滁州任上自号“醉翁”，张鼎思取以著书代饮酒之意，著有《琅琊代醉编》四十卷，共计三函二十四册。另著有《琅琊曼衍》和《考工记补图》。

### 复出有绩
万历二十二年（1594年）三月，张鼎思以礼部郎中升福建参议。万历二十四年（1596年）五月，因有政绩，以福建右参议转按察司副使，照旧管事。万历二十六年（1598年）十一月，升浙江参政。万历二十九年（1601年）四月，升江西按察使。七月，朝廷以福建巡抚金学曾及时起用张鼎思等人之功，予以赏银。

### 刊刻书籍
万历三十年（1602年），张鼎思以嘉靖十四年（1535年）陆深本《史通》为源本作其刻本，删改内容，如其中《曲笔》篇增四百三十余字，《鉴识》篇增三百余字，而去掉其他篇目掺杂其中的六十余字等，并继承了原版无可查考的部分。刊刻后，对后世影响很大，世传《史通》皆以其“为祖”。现代著名版本学家王重民认为“明人所刻《史通》，以此本（张鼎思本）为最善。”且张鼎思曾将该版本寄赠当时的学者贵州巡抚郭子章，郭子章因公事繁忙无暇研究而将其转寄其次子郭孔延，并命其根据家藏本细作校定。后来郭孔延著述《史通评释》，与张鼎思本《史通》也有着非常紧密的联系。
次年（1603年），张鼎思与夏良心刊刻江西本《本草纲目》。

## 家族
曾祖张敞，義官。祖父张珏，義官。父张元卿，县主簿。母周氏。慈侍下。兄张炳（贡士）、张绍芳（监生）。